# Surface and Interface Analysis
Surface and Interface Analysis is een internationaal, aan collegiale toetsing onderworpen wetenschappelijk tijdschrift op het gebied van de oppervlaktefysica en de oppervlaktechemie.
De naam wordt in literatuurverwijzingen meestal afgekort tot Surf. Interface Anal. Het wordt uitgegeven door John Wiley & Sons en verschijnt maandelijks. Het eerste nummer verscheen in 1979.